# 卡爾特布林德爾貝格山

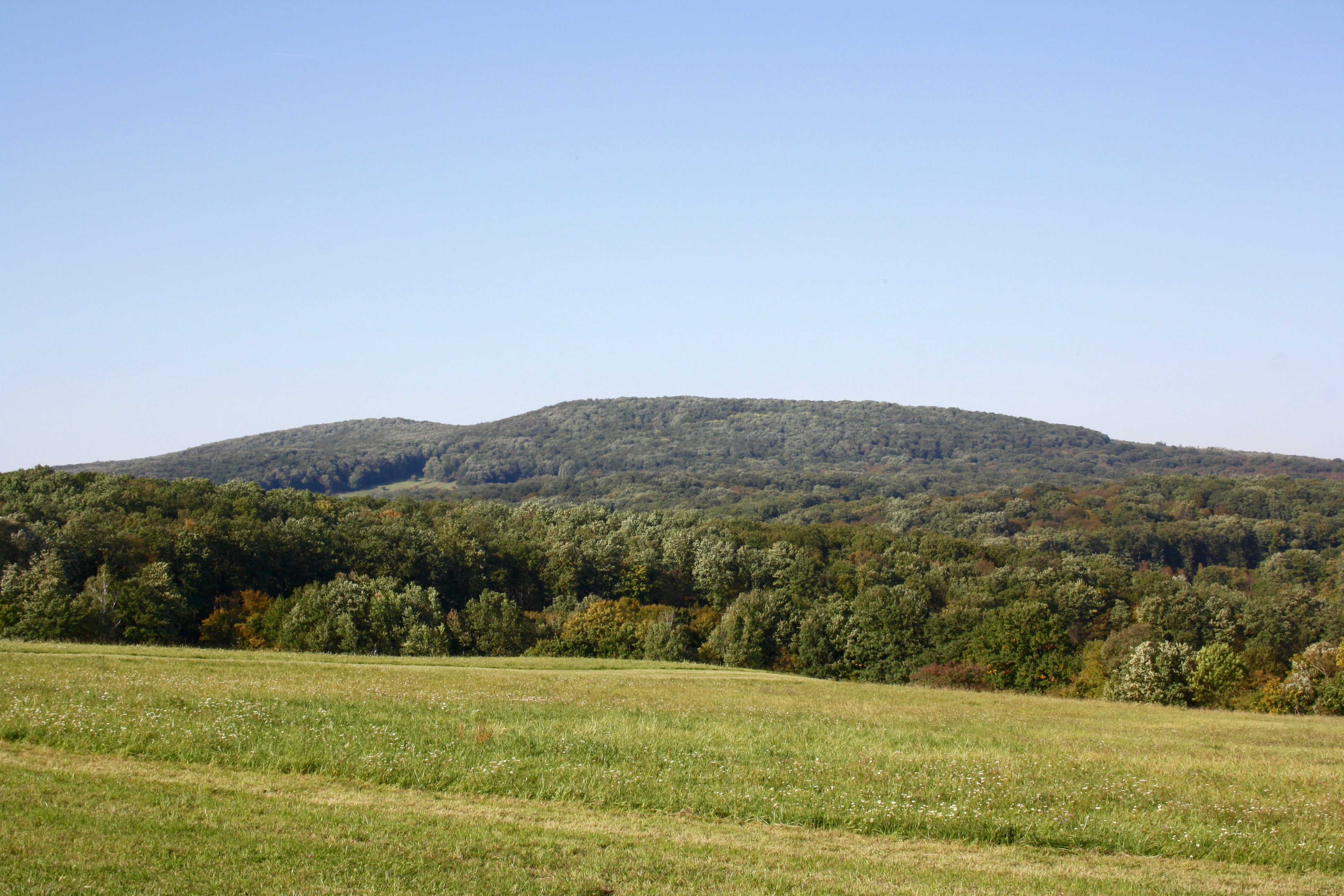

48°10′8.08″N 16°13′9.01″E / 48.1689111°N 16.2191694°E
卡爾特布林德爾貝格山（德語：Kaltbründlberg），是奧地利的山峰，位於該國東北部，由維也納負責管轄，屬於維也納林山的一部分，海拔高度508米，每年平均降雨量904毫米。